# Rhinolophus keyensis
Rhinolophus keyensis là một loài động vật có vú trong họ Dơi lá mũi, bộ Dơi. Loài này được Peters mô tả năm 1871.

## Hình ảnh

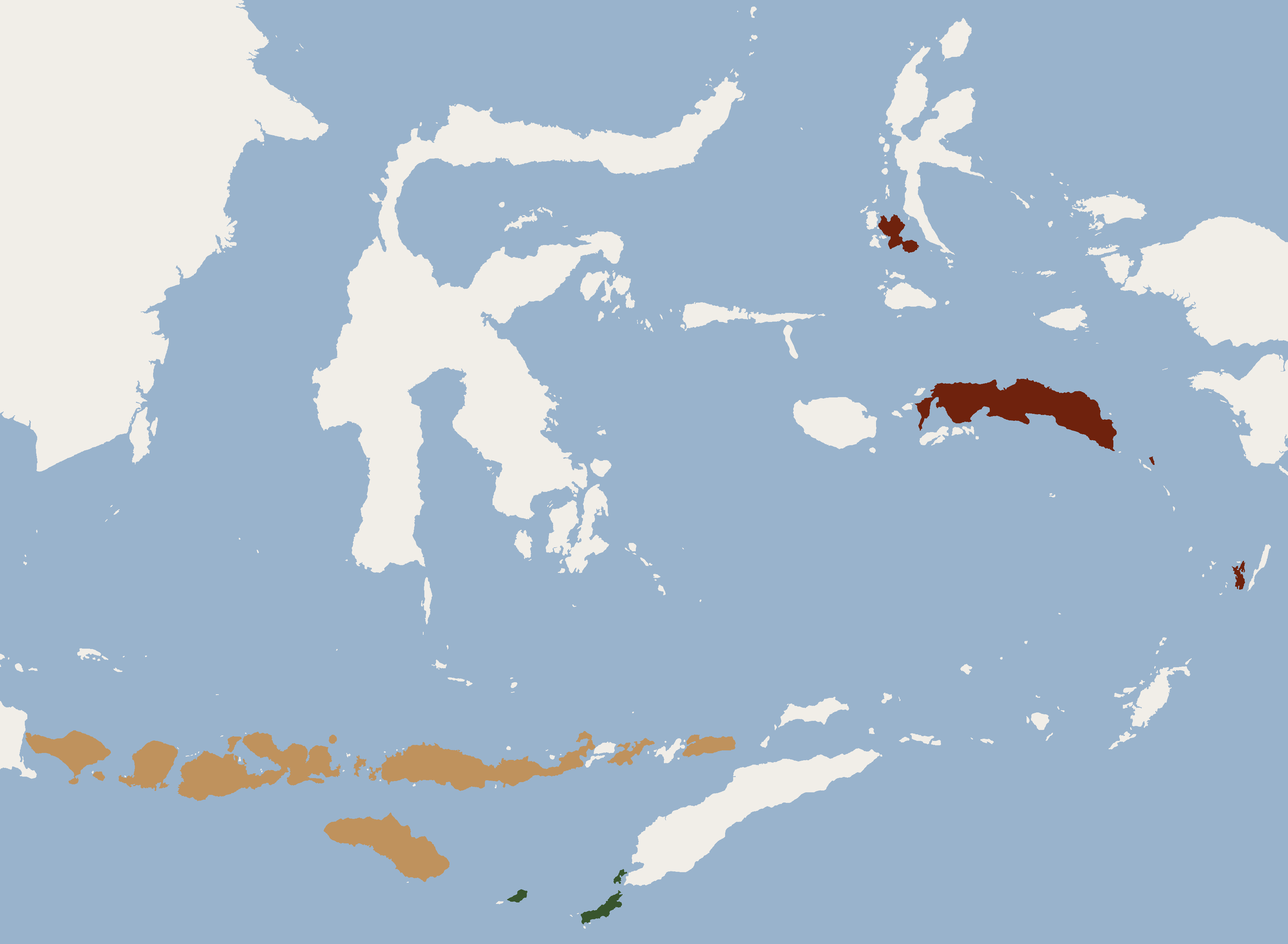